# Nelson House 170
Nelson House 170 är ett reservat i Kanada.   Det ligger i provinsen Manitoba, i den centrala delen av landet, 2 000 km nordväst om huvudstaden Ottawa. Nelson House 170 ligger vid sjöarna  Aytiskewinisk Lake och Footprint Lake.
Trakten runt Nelson House 170 är nära nog obefolkad, med mindre än två invånare per kvadratkilometer.